# Chiesa di Santa Giustina (Schio)
La chiesa di Santa Giustina è un piccolo edificio sacro collocato nella frazione di Giavenale di Schio, storica cappella privata della vicina villa Dal Ferro.

## Storia
La chiesa di Santa Giustina vanta origine antichissime, forse risalenti all'epoca longobarda. Nel 1581 la piccola chiesa campestre venne completamente ricostruita, essendo la vecchia costruzione crollata per troppa vetustà, su iniziativa dei fratelli Gian Giacomo e Gian Battista Dal Ferro, intenzionati a dotare di una cappella la vicina villa di proprietà fatta costruire pochi anni prima. Fino al Settecento nella chiesa vennero praticate quotidianamente le funzioni religiose, poi ridotte nel secolo successivo alle sole festività. Seguì poi un lungo periodo di decadenza dell'edificio, con conseguente insorgenza di danni dovuti all'incuria. Nel 1890 vennero aggiunti agli angoli dell'edificio dei contrafforti per dare maggiore stabilità alla struttura. Solo negli anni sessanta Santa Giustina venne restaurata e tinteggiata, venne ricollocata una campanella nel campanile a vela e ripresa una sporadica attività liturgica; la chiesa venne benedetta solo nel 1965. 
La chiesetta di Santa Giustina è sempre stata di proprietà privata: dei Dal Ferro prima, poi dei Canneti e dei Vanzo (di pari passo quindi con i proprietari che si sono succeduti nella vicina villa Dal Ferro), in seguito, distaccandosi dai possedimenti della villa, dei Beltrame, Mistrorigo ed infine dei Muttoni i quali nel maggio 2003 passarono la proprietà al Comune di Schio, attuale proprietario dell'edificio sacro.

## Descrizione

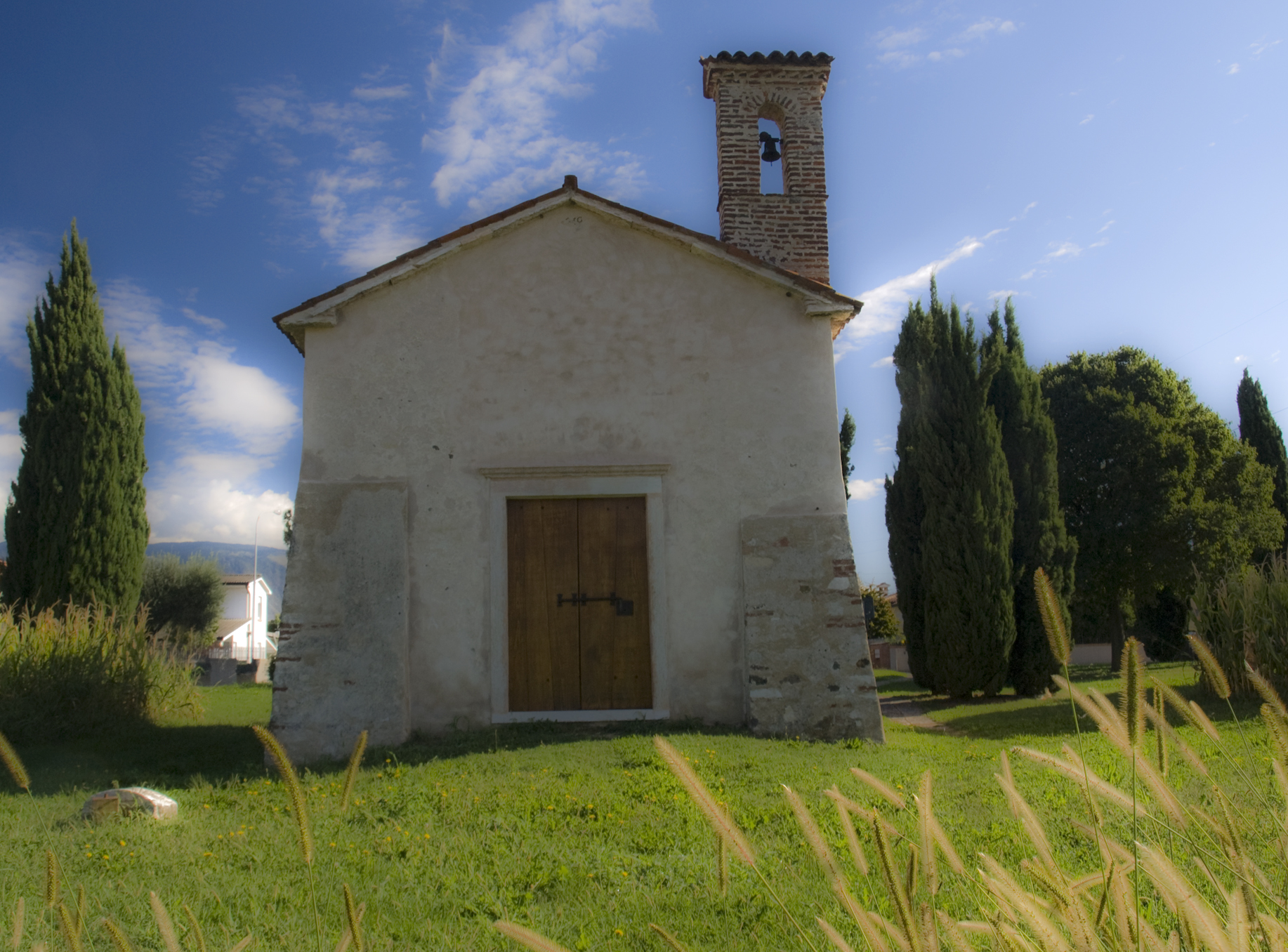
La facciata

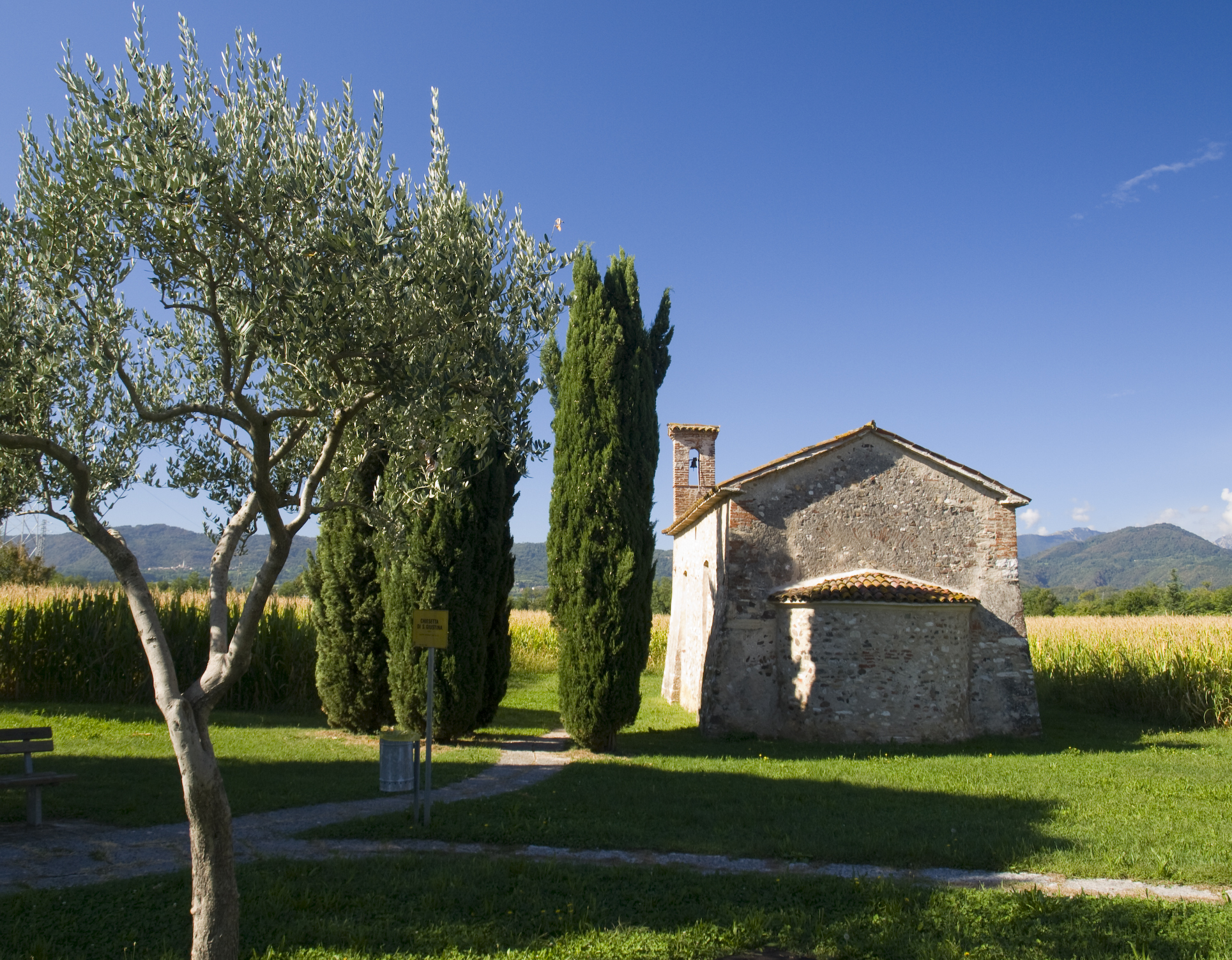
La zona absidale

La chiesa ha una struttura molto semplice e sobria.
L'edificio di forma rettangolare e con tetto a capanna, è completato da una piccola abside semicircolare e da un campanile a vela in mattoni che si sviluppa sul lato destro della facciata; esso conserva una campanella realizzata dalla fonderia Colbacchini di Bassano del Grappa. I muri formati da ciottoli di torrente e cotto legati con malta, sono irrobustiti da contrafforti angolari aggiunti successivamente. Le pareti laterali sono movimentate esclusivamente da una coppia di finestre. La nuda facciata, intonacata, presenta centralmente il portale d'ingresso, dotato di cornice in pietra con architrave sagomato.
L'interno dell'edificio è strutturato in un'unica aula rettangolare (di metri 8,9 x 4,3), dal pavimento in cotto in larga parte originale, dal tetto a capriate lignee. Conserva un altare in pietra tenera e una interessante epigrafe romana databile tra il I secolo a.C. ed il I d.C., rinvenuta durante i lavori di costruzione del 1581, e murata all'interno dell'edificio sulla parete di sinistra; il testo dell'iscrizione recita: C(AIUS) CAMERIUS M(ARCI) F(ILIUS) / IIIIVIR / PONTIFEX / SIBI ET / TERENTIAE L(UCI) F(ILIAE) (traduzione: Caio Camerio figlio di Marco, quadrumviro e pontefice (costruí) per sé e per Terenzia figlia di Lucio).
Le pareti dell'edificio conservano decorazioni a tempera del primo Seicento, molto deteriorate, attribuite al pittore e poeta rustico scledense Antonio Zambon.